# Datación del Evangelio de Marcos
La datación del Evangelio de Marcos, según Raymond E. Brown, en su An Introduction to the New Testament, informa que la mayoría de los eruditos concuerdan de que el Evangelio de Marcos data entre los años 68 a 73.
Sin embargo, en las últimas décadas han surgido voces que proponen que los evangelios sinópticos fueron compuestos antes de la caída de Jerusalén en el año 70.

## Argumentos para una datación en torno al año 70
Según el profesor Antonio Piñero, en su Guía para entender el Nuevo Testamento, la mayoría de los estudiosos considera que el Evangelio de Marcos fue escrito el año 71, considerando que el pasaje conocido como "Pequeño Apocalipsis" o "Apocalipsis Sinóptico" (Marcos 13) es un vaticinium ex eventu y fue por tanto escrito después de la destrucción de Jerusalén por el ejército romano en el año 70.
En los versículos 1-4 (Marcos 13:1-4) Jesús profetiza la destrucción del templo; poco después (Marcos 13:5-8) menciona "guerras y rumores de guerras", pero, dice "aún no es el fin". En los versículos siguientes Jesús profetiza que el Evangelio será predicado a todas las naciones y que los cristianos serán perseguidos: ambas cosas describen, según Robert Funk, el presente de las comunidades cristianas en el momento en que Marcos redacta su evangelio[8].
En el versículo 14, la expresión "la abominable desolación instalada donde no debe" hace referencia a un pasaje del Libro de Daniel (Daniel 9:27) que, según todos los indicios, se refiere, en lenguaje figurado, a la erección en 167 a. C. de un altar dedicado a Zeus por el monarca seléucida Antíoco IV Epífanes. El redactor del evangelio puede referirse, entonces, a la colocación de los estandartes romanos (a los que se ofreció, según refiere Flavio Josefo, sacrificios) en el recinto del templo.
Otras "evidencias internas" que se utilizan en favor de una datación tardía son:
- La parábola de los viñadores homicidas, que haría referencia a la muerte de Jesús y a la destrucción del templo como castigo divino (Marcos 12:1-11).

- El exorcismo en el que Jesús expulsa de un hombre poseso una "legión" de demonios, los cuales se meten en una piara de 2000 cerdos y se ahogan en el Mar de Galilea. Algunos ven en esta historia una alegoría de la ocupación romana y de la legión que destruyó Jerusalén, cuyo emblema, según Flavio Josefo, era un cerdo.

- El anuncio de Jesús a sus discípulos de que "os entregarán a los tribunales, seréis azotados en las sinagogas y compareceréis ante gobernadores y reyes por mi causa, para que deis testimonio ante ellos" (Marcos 13.9) es un indicio de la persecución de los cristianos bajo el mandato de Nerón, en torno al año 64.

## Argumentos para una datación temprana
Una creciente serie de eruditos propone una datación más temprana del evangelio. Esta posición es defendida por Gunther Zuntz, Tresmontant, César Vidal, Gerardo Sánchez, John A. T. Robinson, William Ramsay, Craig L. Blomberg, J. A. García Muñoz, Everett, F. Harrison, Maurice Casey y Jonathan Bernier, entre otros.
Con respecto al argumento de Marcos 13 para una datación tardía, se argumenta que profecías semejantes a la de Marcos 13 eran frecuentes en el judaísmo apocalíptico de la época.
Por ejemplo, Daniel 9:26 profetiza la destrucción de Jerusalén y del Templo: "el pueblo de un príncipe que ha de venir destruirá la ciudad y el santuario". Zacarías 12 dice que "Judá será sitiada, lo mismo que Jerusalén, y todas las naciones de la tierra se juntarán contra ella"; Zacarías 14,2: “Yo reuniré a todas las naciones para que ataquen Jerusalén. La ciudad será tomada, las casas saqueadas y las mujeres violadas. La mitad de la ciudad partirá al cautiverio...”. También Ezequiel, capítulo 24 (anuncio asedio Jerusalén) o capítulo 33 (toma de la ciudad). Al margen de la Biblia, otros personajes, como Jesús el hijo de Ananías, también predijeron la destrucción del templo.
También se ha considerado que si se tratase de una profecía post eventum el autor podría haber aportado más detalles como, por ejemplo, aludir al incendio del templo (la lectura del capítulo 13 parece sugerir una demolición cuando el templo fue incendiado, quizás accidentalmente)o haber descrito el cumplimiento de la profecía, especialmente si se considera que en las profecías post eventum se describe su cumplimiento, como en Juan 21:18-19 (profecía post eventum sobre la muerte de Pedro) y en Hechos 11:28 (probable profecía post eventum de un período de hambre que aconteció con Claudio)
G. THEISSEN y N. H. TAYLOR, han sugerido que el "pequeño apocalipsis" parece responder a la situación creada al final del reinado de Calígula, cuando el emperador, en el invierno del año 39 al 40 mandó a su legado de Siria que le erigiese una estatua en el tempo de Jerusalén. El conflicto con Roma pareció entonces inevitable y esa situación es la que se refleja en dicho capítulo.
Por otro lado, para la mayor parte de autores cristianos, la coincidencia entre lo que Marcos escribió y los hechos sucedidos, se debería a que Jesús realmente los habría profetizado. 
Otros argumentos que utilizan estos y otros autores para una datación temprana son los siguientes:
- En el Capítulo 7 de la Primera Epístola a los Corintios (escrita hacia el año 56) parece que Pablo conoce el texto del Evangelio de Marcos relativo a la prohibición recíproca de los cónyuges de separarse (Mateo y Lucas hablan únicamente del marido que, según las leyes judías, podía separarse de su mujer, pero no a la inversa) cuando dice "a los que se han casado mando, no yo, sino el Señor: que la esposa no se separe de su esposo (pero si ella se separa, que quede sin casarse o que se reconcilie con su esposo) y que el esposo no abandone a su esposa. A los demás digo yo, no el Señor...".

- En Marcos 3:6 se presenta a los fariseos aliándose con los herodianos para acabar con Jesús. Sin embargo, en la época de Jesús había una profunda enemistad entre fariseos y partidarios de Herodes Antipas. El evangelio de Marcos parece reflejar la situación histórica que se vivió en el breve reinado de Herodes Agripa I (41-44), único período histórico en el que la casa de Herodes contó con el apoyo y las simpatías de los fariseos.

- El anuncio de persecuciones de Marcos 13.9 no se refiere a la persecución de Nerón sino a las persecuciones de las autoridades judías descritas en los Hechos de los Apóstoles y en las epístolas paulinas.

- En el relato de la pasión, a diferencia de Mateo y Lucas, a Pilato se le identifica por su nombre, pero no se cita su cargo. Esto podría deberse a que era conocido por la audiencia a la que se dirigía el evangelio.

- Igualmente, a diferencia también de Mateo y Lucas, al sumo sacerdote se le identifica por el cargo, pero se silencia su nombre. Caifás dejó de ser sumo sacerdote hacia el año 36, pero sus familiares ostentaron el cargo de sumo sacerdote hasta el año 42. En consecuencia, el autor pudo omitir el nombre de Caifás por razones de seguridad. En consecuencia, el Evangelio o, al menos, la parte correspondiente a la pasión, podía haberse escrito entre los años 37 y 42.

- Al mencionar a Simón de Cirene, el autor dice que era padre de Alejandro y de Rufo. El hecho de que cite el nombre de los hijos puede deberse a que éstos eran conocidos por la comunidad a la que se dirige Marcos y que los receptores del relato son contemporáneos de estos hijos.

- Cuando el autor habla de Barrabás, se dice que estaba "encarcelado con los sediciosos que en el motín habían cometido un asesinato". La doble utilización del artículo determinado puede sugerir que el lector conoce de qué revuelta se trata. Cabe la posibilidad de que el texto sea anterior a las graves revueltas que tuvieron lugar los años 44-45, encabezadas por Teudas bajo Cuspio Fado, pues si fuera posterior no hubiera podido hablarse de los sediciosos arrestados en la revuelta, sino de unos sediciosos arrestados en una revuelta, tal y como hace Lucas, que cita "un motín que hubo en la ciudad".

- En los evangelios sinópticos se omite el nombre del discípulo que corta la oreja al siervo del sumo sacerdote, mientras que en el Evangelio de Juan dice que se trata de Simón Pedro. Ello puede deberse a la necesidad de proteger su anonimato por razones de seguridad, mientras que en el Evangelio de Juan, escrito tras la muerte de Pedro (fue crucificado el año 64 aproximadamente), no habría ya necesidad de mantener el anonimato.

- Papiro 7Q5 hallado en la séptima cueva de Qumrán. El argumento es que si bien no ha podido demostrarse que se trate de un texto del Evangelio de Marcos; tampoco se ha descartado que lo sea; cuenta con pruebas matemática e informática que avalan la datación temprana.

- Puesto que hay un consenso prácticamente unánime en que el evangelio de Marcos es anterior a Mateo y Lucas, especialmente entre los que defienden la Teoría de las dos fuentes, partiendo de argumentos para una datación anterior a la caída de Jerusalén del 70 para los dos sinópticos,[2] aceptando este principio, se puede deducir una fecha bastante más temprana.

- Se argumenta que mientras Mateo y Lucas explican que Jesús cumplía las normas judías, Marcos da por hecho que las cumple, por lo que cree que debió haberse escrito antes de la controversia promovida por Pablo acerca del cumplimiento de la vieja ley mosaica que tuvo lugar hacia el año 50.[12]